# Taureau et Picador
Taureau et Picador est un tableau du peintre français Jean-Léon Gérôme. C’est une peinture à l'huile sur toile de 22 × 43 cm réalisée en 1867 et représentant une scène de corrida. Il fait partie d’une collection particulière.
Le tableau est offert par Gérôme à trois frères arméniens Abdullah en remerciement pour leurs photos qui ont grandement contribué à l’apport de source visuelle comme support de travail (notamment le palais de Topkapı).

## Description
Le tableau représente le cours d’une corrida. Le taureau dont on peut voir les banderilles plantées dans le dos est couvert de sang. Il est tenu à l’écart par un picador. Derrière se trouvent de nombreux toreros, et en arrière-plan, de nombreux cadavres de chevaux. Le sable de l’arène est çà et là couvert de taches de sang. La scène se déroule devant une foule nombreuse rassemblée dans les gradins.
La signature de l’artiste se situe en bas à gauche dans le sable : JL. GEROME. La signature est surmontée par une inscription.

## Thème
La tauromachie a peu été représentée dans l’œuvre de Gérôme. Il a réalisé en peinture : Un matador saluant, Taureau et Picador, L'Entrée du taureau, Le Picador (perdu) et La Fin de la corrida. Il y a aussi deux dessins représentant un toréador et une étude de toréador pour l'entrée des taureaux. Le peintre a sans doute été influencé lors de sa traversée de l’Espagne pour se rendre en Afrique.

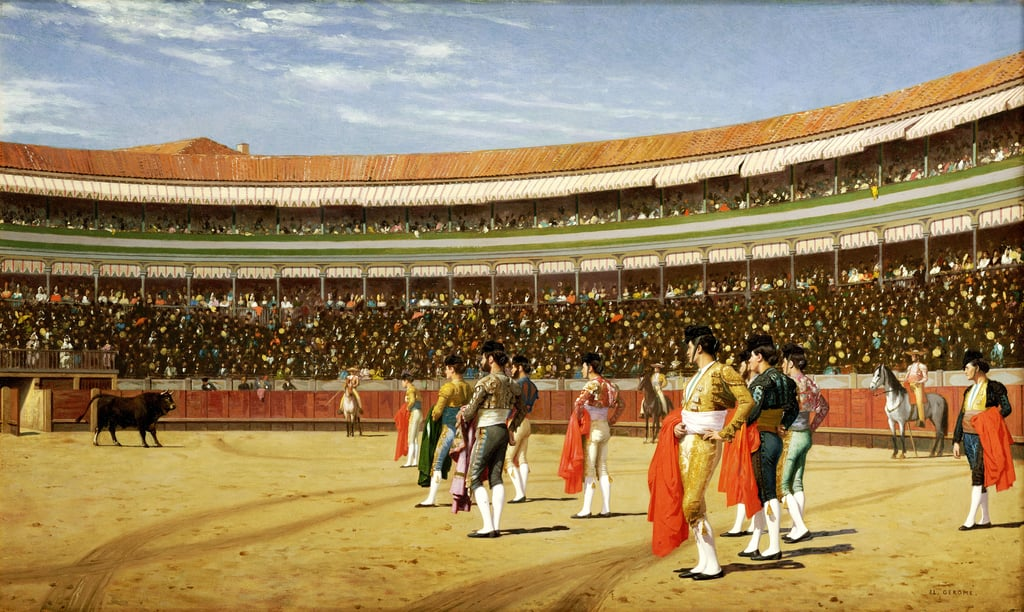
Plaza de toros : l'entrée du taureau.
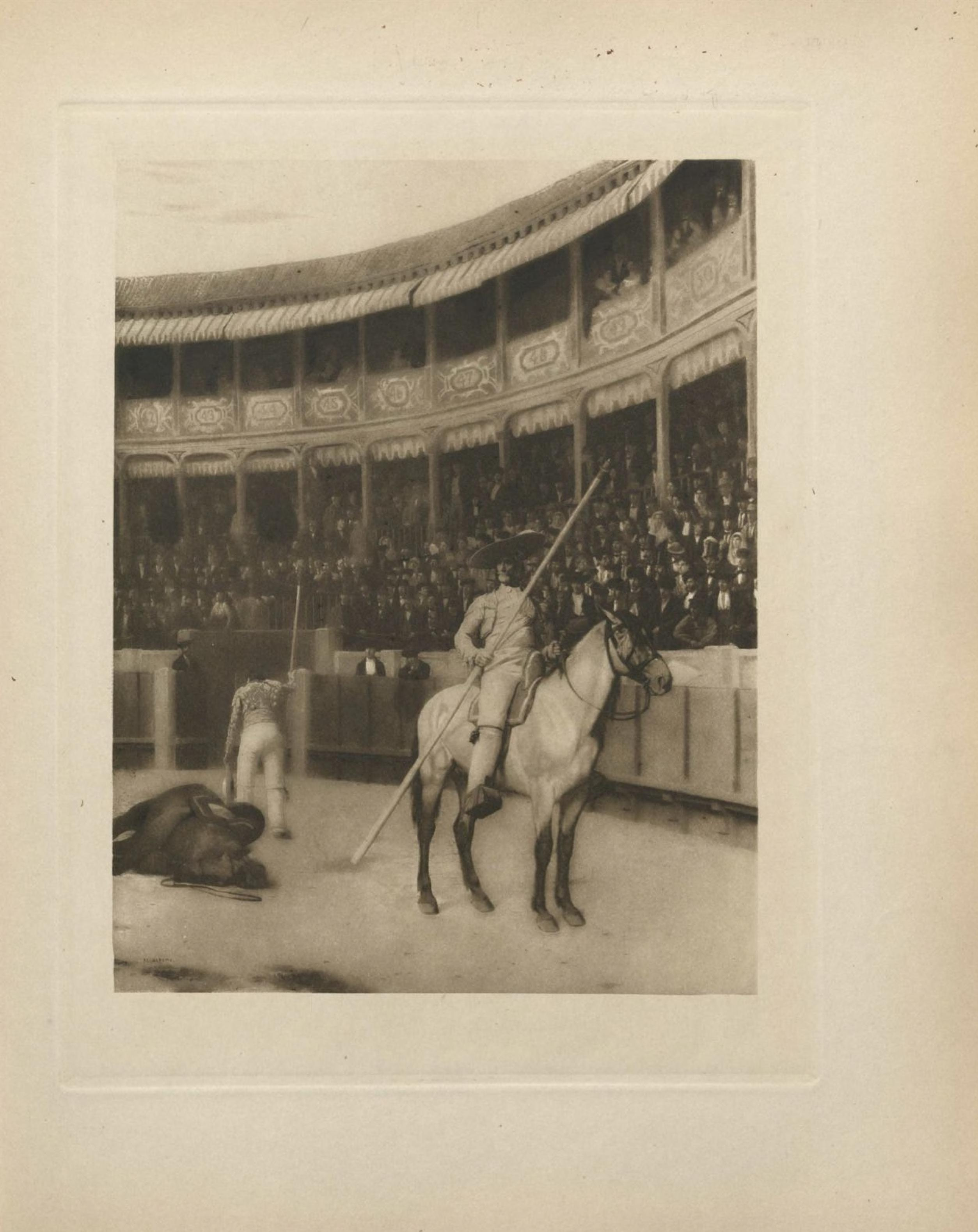
Un matador saluant.
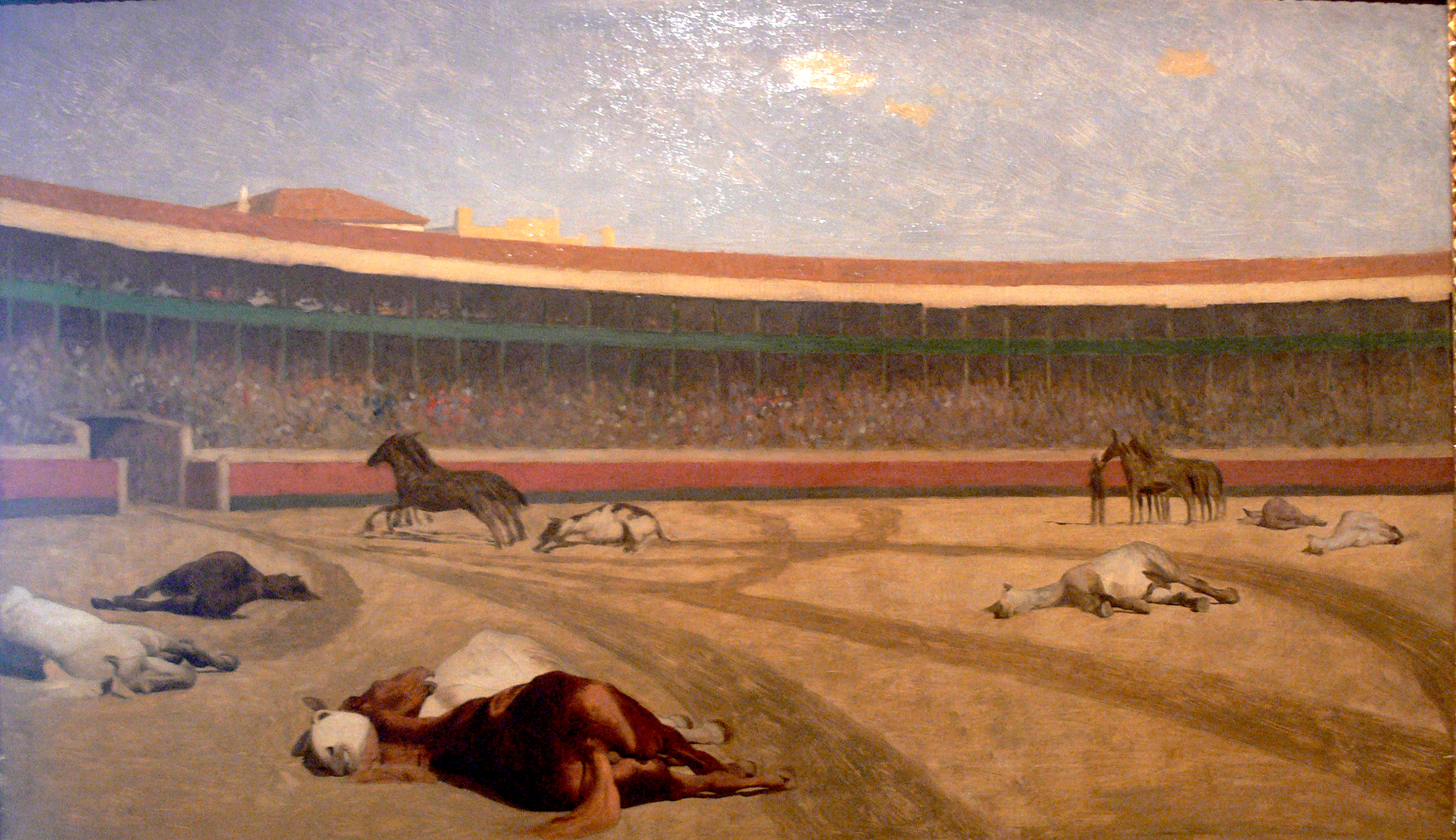
La Fin de la corrida.
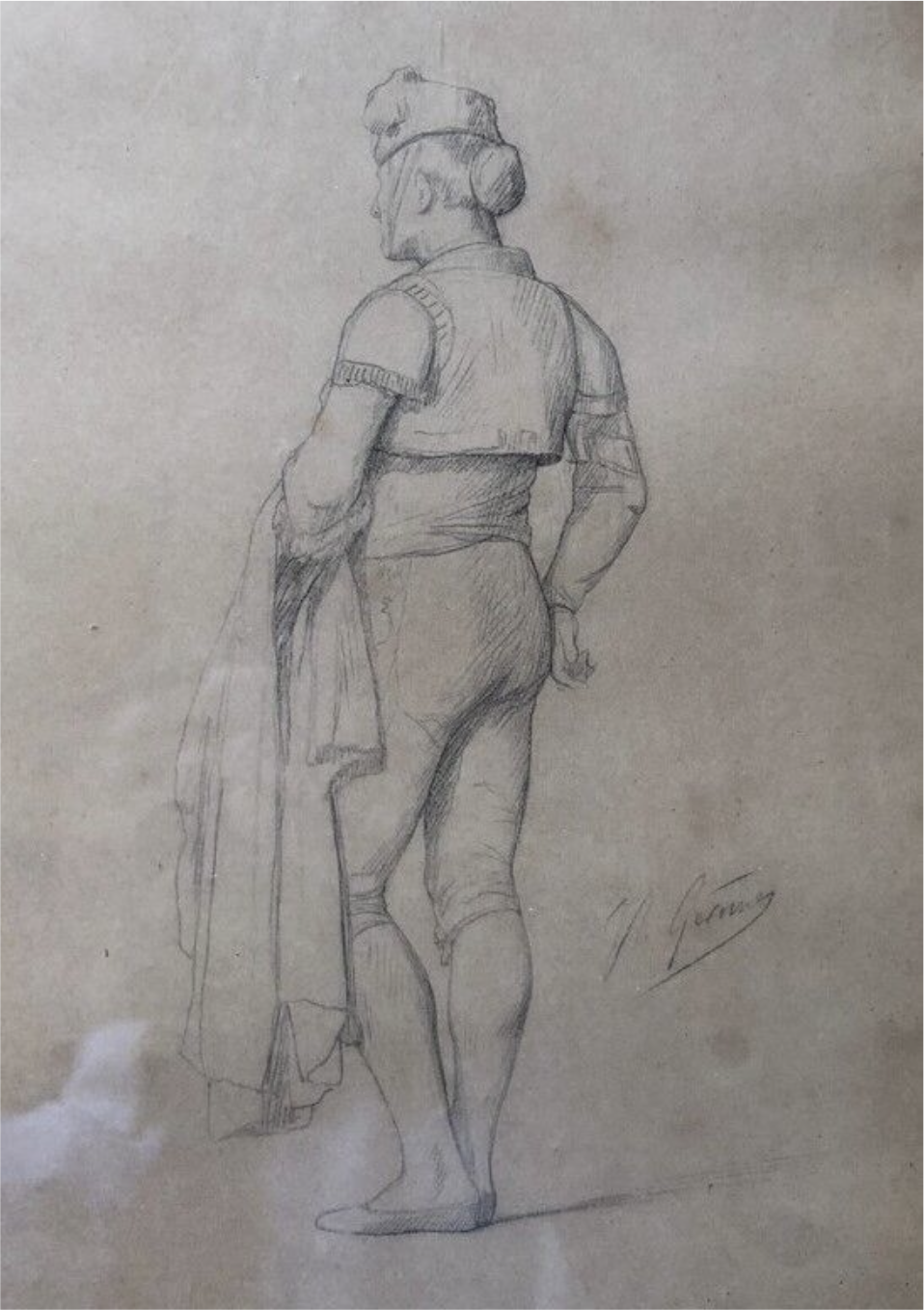
Étude de toréador.
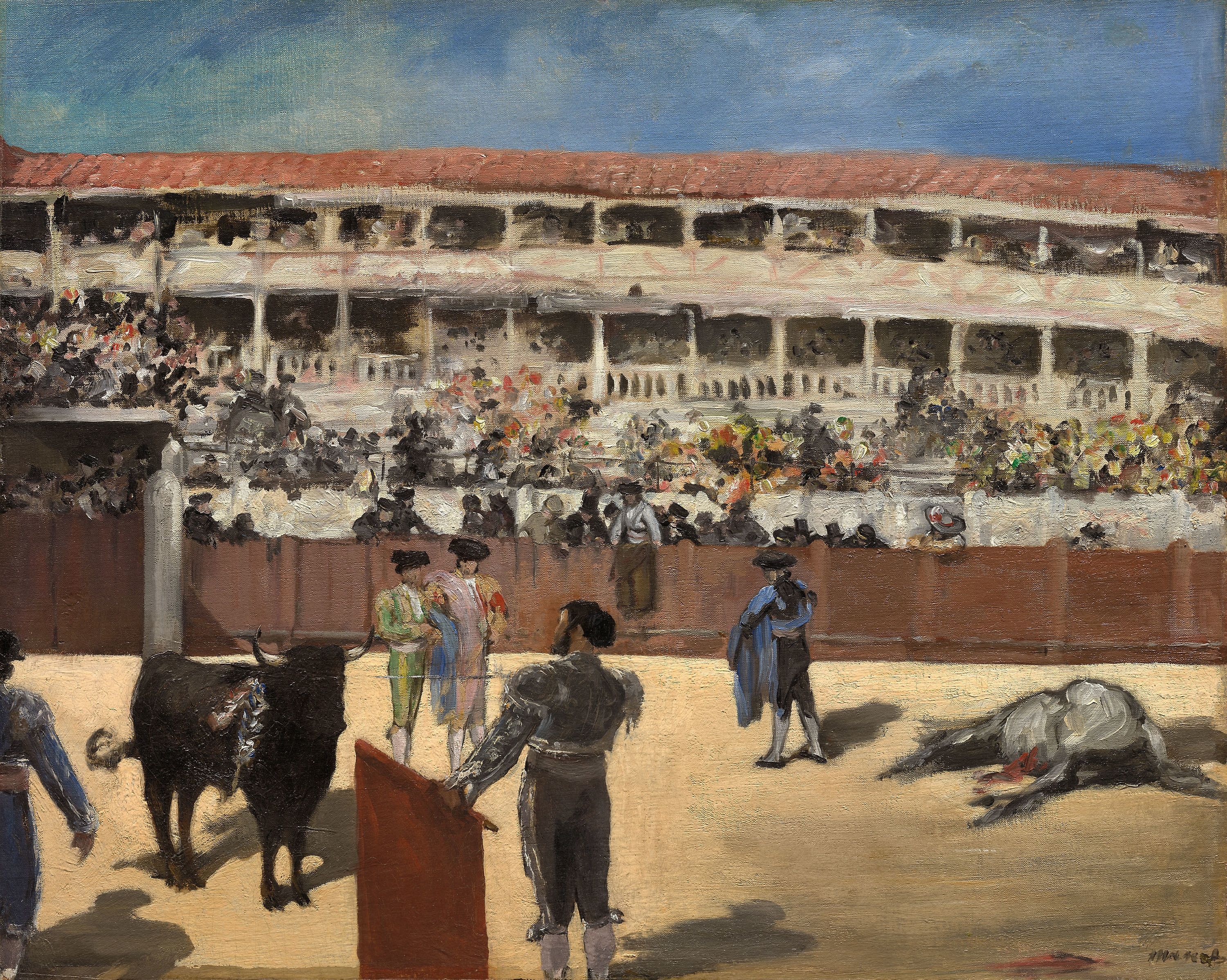
Corrida : la mort du taureau par Édouard Manet en 1865.